# وودمن (کالیفرنیا)
وودمن (به انگلیسی: Woodman) یک منطقهٔ مسکونی در ایالات متحده آمریکا است که در شهرستان مندوسینو، کالیفرنیا واقع شده‌است. وودمن ۲۶۵ متر بالاتر از سطح دریا واقع شده‌است.